# ВК Бањица
Ватерполо клуб Бањица је ватерполо клуб из Београда. Тим се такмичи у ватерполо лиги Србије А.